# Jerzmanice-Zdrój
Jerzmanice-Zdrój (en allemand : Bad Hermsdorf) est une localité polonaise de la gmina et du powiat de Złotoryja en voïvodie de Basse-Silésie.

## Géographie

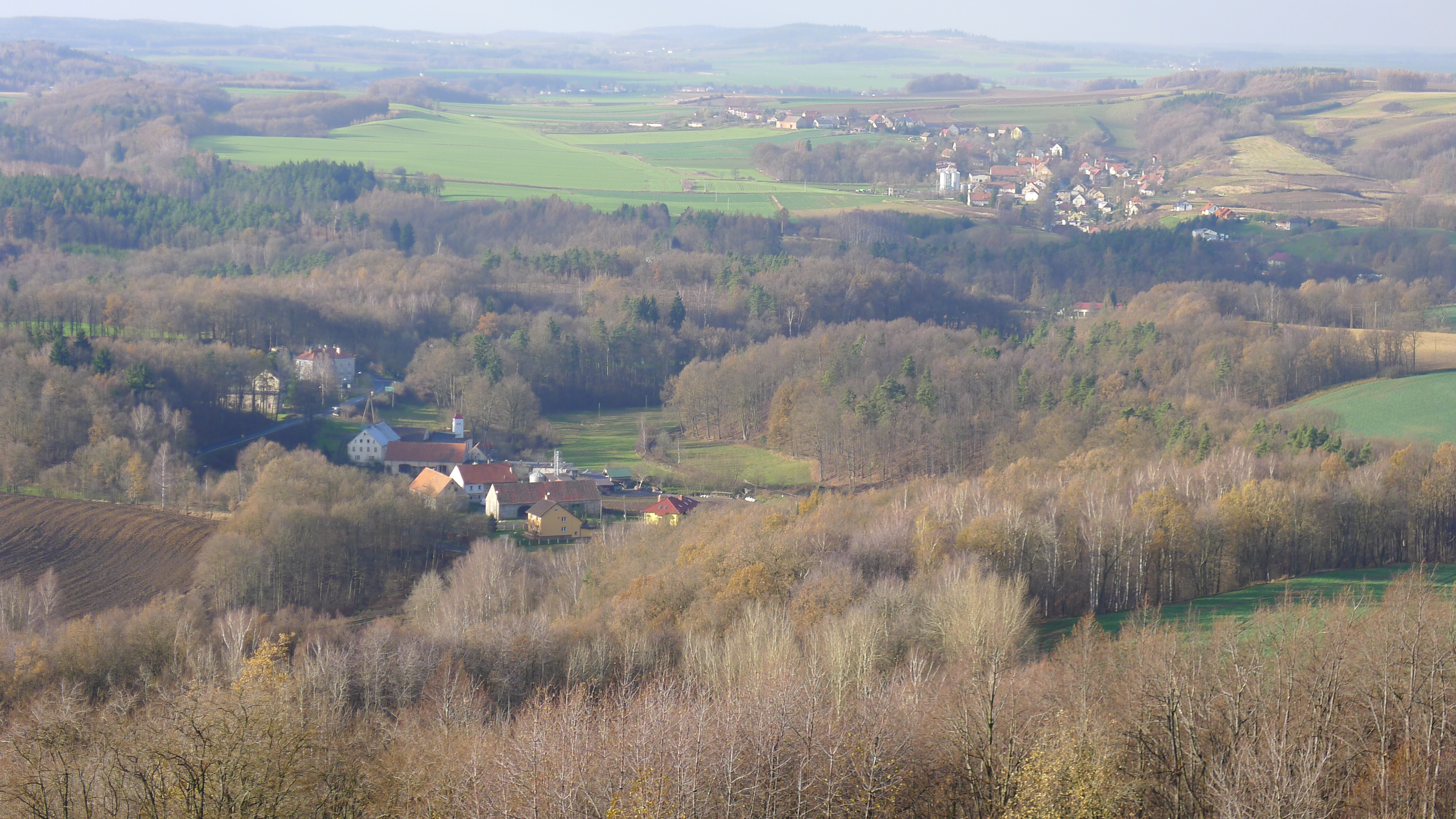
Vue sur le village.

Le village fait partie de la région historique de Basse-Silésie. Il est situé sur la rivière Kaczawa, dans les contreforts des monts des Géants. Jerzmanice-Zdrój se trouve à environ cinq kilomètres au sud-ouest la ville de Złotoryja.

## Histoire
Le territoire est habité depuis le Néolithique, comme en témoignent les découvertes archéologiques. Très tôt dans l'histoire, on y trouva des minerais de cuivre.
Le lieu de Hermanstorph est documenté pour la première fois dans un acte de l'an 1253, lorsqu'il appartenait au duché de Liegnitz en Silésie. En 1329, le duc Boleslas III le Prodigue devient un vassal du roi Jean de Bohême et le domaine passe aux pays de la couronne de Bohême.
En 1527, la Réforme protestante s'est implantée dans la région. Après le décès du dernier duc Georges Guillaume de Legnica en 1675, son patrimoine revint comme fief accompli à la couronne de Bohême sous la monarchie de Habsbourg. Du fait de la première guerre de Silésie, en 1742, Hermsdorf passe au royaume de Prusse. 

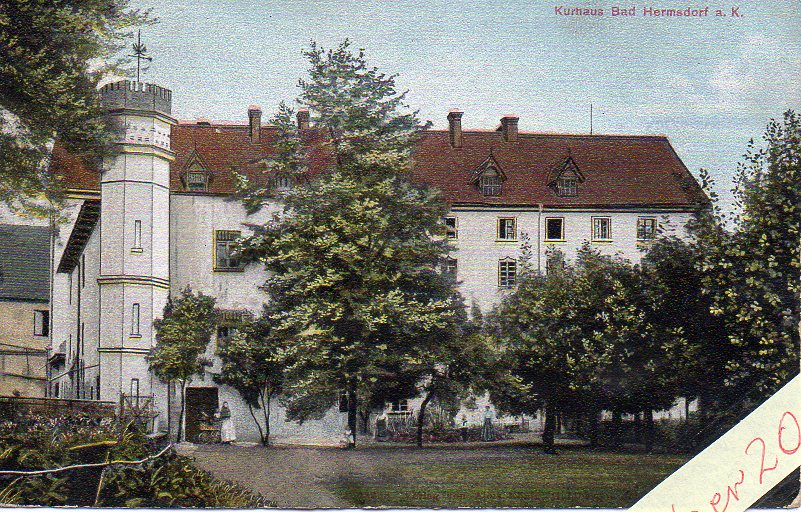
Établissement thermal, vers 1908.

Incorporé dans l'arrondissement de Goldberg dans le district de Liegnitz, le village faisait partie de la Silésie prussienne de 1815 jusqu'en 1945. Il devient une station thermale (Bad) en 1881.
Vers la fin de la Seconde Guerre mondiale, la région est occupée par l'Armée rouge puis rattachée à la république de Pologne. La population allemande qui n'avait pas fui l'avancée russe fut expulsée vers l'Ouest.